# Maladroit (album)
Pour les articles homonymes, voir Maladroit.
Albums de Weezer
Weezer (alias The Green Album)
(2001) Make Believe
(2005)
Maladroit est le quatrième album du groupe Weezer, paru le 14 mai 2002 chez Geffen un an moins un jour après le Green Album, qui marquait le retour de Weezer après cinq ans d'absence.

## Liste des morceaux
Toutes les chansons sont de Rivers Cuomo.
1. American Gigolo – 2:42
2. Dope Nose – 2:17
3. Keep Fishin' – 2:52
4. Take Control – 3:05
5. Death and Destruction – 2:38
6. Slob – 3:09
7. Burndt Jamb – 2:39
8. Space Rock – 1:53
9. Slave – 2:53
10. Fall Together – 2:01
11. Possibilities – 2:00
12. Love Explosion – 2:35
13. December – 2:59

## Utilisation de l'internet
Durant les sessions d'enregistrement de Maladroit, Weezer publiait régulièrement sur weezer.com les mp3 des chansons à paraître. Le résultat est que plusieurs versions différentes (musique et paroles) des titres de l'album ont été mises en circulation, créant même une certaine confusion, des stations de radio aux États-Unis en ayant diffusé certaines, notamment Dope Nose, sans qu'aucune version officielle n'ait été lancée par Geffen.
En tout, vingt-deux chansons inédites tirées des sessions de Maladroit n'ont pas abouti sur l'album et peuvent être trouvées sur Internet.
Il est avéré que le chanteur et parolier Rivers Cuomo s'est largement servi des forums de discussion de Weezer durant la préparation de Maladroit. Les remerciements que l'on retrouve dans le livret accompagnant l'album se concluent d'ailleurs par un « Special thanks to the Weezer boards » (remerciements spéciaux aux forums de Weezer). Cuomo et les fans ne s'entendaient guère sur la direction que cet album devait prendre. Plusieurs paroles disséminées dans Maladroit seraient d'ailleurs des références à ces divergences d'opinion. Par exemple dans American Gigolo (« If you hate this / I can't blame you »), Space Rock (« You wanna cry/when you're dealing with the kids/they know it all/and they're pinning you to boards ») et Slob.
Slob est une chanson dont l'enregistrement a précédé l'album de 2001. Rivers Cuomo a admis qu'il n'aurait jamais ajouté ce morceau à Maladroit n'eut été la demande expresse des fans sur Internet.
Le son de Maladroit est nettement plus rock que les précédents, faisant état des influences hard rock et classic rock depuis longtemps revendiquées par Cuomo.

## Extraits
Les deux extraits de l'album furent Dope Nose et Keep Fishin'. Des vidéoclips ont été tournés pour chacun d'eux.

## Anecdotes
- Maladroit est le premier disque sur lequel a joué le bassiste Scott Shriner, qui a remplacé Mikey Welsh lors de la tournée en 2001.
- Slave devait être le second extrait du disque, mais le groupe opta plutôt pour Keep Fishin.
- Durant la tournée de 2005, le bassiste Scott Shriner interprétait Dope Nose et Fall Together à la place de Rivers Cuomo. Le guitariste Brian Bell faisait de même pour Keep Fishin.
- Maladroit est le premier album de Weezer dont les paroles apparaissent dans le livret.
- Il existe une version limitée de l'album, en digipack, sur laquelle figure, en dernière piste, la chanson Island in the Sun, qui figure originellement sur l'album précédent.

## Critiques
Le magazine Rolling Stone a classé Maladroit sixième meilleur album de 2002. Malgré cette mention et des critiques généralement positives, le disque n'a pas fait l'unanimité chez les fans de longue date.